# Copa América de 2019 – Grupo B
O Grupo B da Copa América de 2019, 46ª edição desta competição realizada quadrienalmente pela Confederação Sul-Americana de Futebol (CONMEBOL), reuniu as seleções da Argentina, da Colômbia, do Paraguai e do Qatar. Os jogos deste grupo foram realizados em cinco cidades brasileiras. Os componentes deste grupo foram definidos por sorteio realizado em 24 de janeiro de 2019 na Cidade das Artes, Rio de Janeiro.

## Equipes
| Inscrição            | Seleção   | Participação | Melhor resultado anterior                                                                     |
| -------------------- | --------- | ------------ | --------------------------------------------------------------------------------------------- |
| B1 (cabeça-de-chave) | Argentina | 42ª          | Campeão (1921, 1925, 1927, 1929, 1937, 1941, 1945, 1946, 1947, 1955, 1957, 1959, 1991 e 1993) |
| B2                   | Colômbia  | 22ª          | Campeão (2001)                                                                                |
| B3                   | Paraguai  | 37ª          | Campeão (1953 e 1979)                                                                         |
| B4                   | Catar     | 1ª           | Estreante                                                                                     |

## Histórico dos confrontos
Argentina vs. Colômbia
As seleções da Argentina e da Colômbia enfrentaram-se 36 vezes, sendo 16 partidas válidas pelas Eliminatórias da Copa do Mundo FIFA, 7 partidas amistosas e 13 pela Copa América. A Argentina venceu 19 partidas, marcando 67 gols ao total, enquanto a Colômbia venceu 8 partidas, marcando 34 gols ao total, tendo 9 partidas empatadas. A maior diferença de gols em partidas vitoriosas da Argentina ocorreu no dia 7 de fevereiro de 1945 pelo placar de 9–1, válida pela Campeonato Sul-Americano de Futebol de 1945. Já para a Colômbia, a vitória com maior diferença de gols ocorreu no dia 5 de setembro de 1993 pelo placar de 5–0, válida pelas Eliminatórias da Copa do Mundo FIFA de 1994.
Paraguai vs. Qatar
As seleções do Paraguai e do Qatar enfrentaram-se três vezes, sendo as três partidas amistosas. O Paraguai venceu uma partida, marcando quatro gols ao total, enquanto o Qatar também venceu uma partida, marcando três gols ao total, tendo uma partida empatada. A maior diferença de gols em partidas vitoriosas do Paraguai ocorreu no dia 28 de fevereiro de 1986 pelo placar de 3–0, durante partida amistosa. Já para o Qatar, a vitória com maior diferença de gols ocorreu no dia 13 de novembro de 2009, pelo placar de 2–0, durante partida amistosa.
Colômbia vs. Qatar
Será a primeira vez que as seleções da Colômbia e do Qatar enfrentar-se-ão.
Argentina vs. Paraguai
As seleções da Argentina e do Paraguai enfrentaram-se 99 vezes, sendo 18 partidas válidas pelas Eliminatórias da Copa do Mundo FIFA, 57 partidas amistosas e 24 pela Copa América. A Argentina venceu 52 partidas, marcando 208 gols ao total, enquanto o Paraguai venceu 16 partidas, marcando 105 gols ao total, tendo 31 partidas empatadas. A maior diferença de gols em partidas vitoriosas da Argentina ocorreu no dia 20 de outubro de 1926 pelo placar de 8–0, válida pela Campeonato Sul-Americano de Futebol de 1926. Já para o Paraguai, a vitória com maior diferença de gols ocorreu no dia 7 de julho de 1945, pelo placar de 5–1, durante partida amistosa.
Qatar vs. Argentina
As seleções do Qatar e da Argentina enfrentaram-se apenas uma vez, em partida amistosa vencida pela Argentina pelo placar de 3–0 em 15 de novembro de 2005.
Colômbia vs. Paraguai
As seleções da Colômbia e do Paraguai enfrentaram-se 44 vezes, sendo 24 partidas válidas pelas Eliminatórias da Copa do Mundo FIFA, 10 partidas amistosas e 10 pela Copa América. A Colômbia venceu 19 partidas, marcando 52 gols ao total, enquanto o Paraguai venceu 18 partidas, marcando 51 gols ao total, tendo sete partidas empatadas. A maior diferença de gols em partidas vitoriosas da Colômbia ocorreu no dia 14 de novembro de 2001 pelo placar de 4–0, válida pelas Eliminatórias da Copa do Mundo FIFA de 2002. Já para o Paraguai, a vitória com maior diferença de gols ocorreu no dia 28 de junho de 2007, pelo placar de 5–0, válida pela Copa América de 2007.
| Seleção   | ARG | ARG | ARG | ARG | COL | COL | COL | COL | PAR | PAR | PAR | PAR | QAT | QAT | QAT | QAT |
| Seleção   | CM  | ECM | AM  | CA  | CM  | ECM | AM  | CA  | CM  | ECM | AM  | CA  | CM  | ECM | AM  | CA  |
| --------- | --- | --- | --- | --- | --- | --- | --- | --- | --- | --- | --- | --- | --- | --- | --- | --- |
| Argentina | —   | —   | —   | —   | 0   | 16  | 7   | 13  | 0   | 18  | 57  | 24  | 0   | 0   | 1   | 0   |
| Colômbia  | 0   | 16  | 7   | 13  | —   | —   | —   | —   | 0   | 24  | 10  | 10  | 0   | 0   | 0   | 0   |
| Paraguai  | 0   | 18  | 57  | 24  | 0   | 24  | 10  | 10  | —   | —   | —   | —   | 0   | 0   | 3   | 0   |
| Qatar     | 0   | 0   | 1   | 0   | 0   | 0   | 0   | 0   | 0   | 0   | 3   | 0   | —   | —   | —   | —   |

Legenda
- CM: Copa do Mundo
- ECM: Eliminatórias da Copa do Mundo
- AM: Partida amistosa
- CA: Copa América

## Estádios
Os jogos do grupo B foram disputados nos estádios localizados nas cidades de São Paulo, Rio de Janeiro, Porto Alegre, Salvador e Belo Horizonte.
| Estádio do Maracanã | Estádio do Morumbi | Estádio Mineirão   |
| Capacidade: 78 838  | Capacidade: 77 011 | Capacidade: 58 170 |
|                     |                    |                    |
| B4                  | B2                 | B3                 |
| Porto Alegre        | Salvador           | Salvador           |
| Arena do Grêmio     | Arena Fonte Nova   | Arena Fonte Nova   |
| Capacidade: 55 662  | Capacidade: 51 900 | Capacidade: 51 900 |
|                     |                    |                    |
| B5                  | B1                 | B6                 |

## Classificação
|  | Equipes qualificadas para a fase final           |
|  | Equipe qualificada como melhor terceira colocada |
|  | Equipe eliminada                                 |

| Pos. | Seleção   | Pts | J | V | E | D | GP | GC | SG |
| ---- | --------- | --- | - | - | - | - | -- | -- | -- |
| 1    | Colômbia  | 9   | 3 | 3 | 0 | 0 | 4  | 0  | +4 |
| 2    | Argentina | 4   | 3 | 1 | 1 | 1 | 3  | 3  | 0  |
| 3    | Paraguai  | 2   | 3 | 0 | 2 | 1 | 3  | 4  | –1 |
| 4    | Catar     | 1   | 3 | 0 | 1 | 2 | 2  | 5  | –3 |

## Jogos
Todos os jogos seguem o fuso horário de Brasília (UTC−3).

### Argentina vs. Colômbia
| 15 de junho | Argentina | 0 – 2     | Colômbia                     | Arena Fonte Nova, Salvador                 |
| 19:00       |           | Relatório | Martínez 70' · D. Zapata 85' | Público: 41 015 Árbitro: CHI Roberto Tobar |

| Argentina | Colômbia |

| G              | 1  | Franco Armani       |     |     |
| LD             | 4  | Renzo Saravia 52'   |     |     |
| Z              | 6  | Germán Pezzella     |     |     |
| Z              | 17 | Nicolás Otamendi    |     |     |
| LE             | 3  | Nicolás Tagliafico  |     |     |
| M              | 20 | Giovani Lo Celso    |     |     |
| M              | 18 | Guido Rodríguez 42' | 67' |     |
| M              | 5  | Leandro Paredes 55' |     |     |
| A              | 10 | Lionel Messi        |     |     |
| A              | 9  | Sergio Agüero       |     |     |
| A              | 11 | Ángel Di María      |     |     |
| Substituições: |    |                     |     |     |
| M              | 16 | Rodrigo de Paul     |     | 46' |
| M              | 15 | Guido Pizarro       |     | 67' |
| A              | 19 | Matías Suárez       |     | 79' |
| Treinador:     |    |                     |     |     |
| Lionel Scaloni |    |                     |     |     |

| G              | 1  | David Ospina     |       |     |
| LD             | 3  | Stefan Medina    |       |     |
| Z              | 13 | Yerry Mina       |       |     |
| Z              | 23 | Davinson Sánchez |       |     |
| LE             | 6  | William Tesillo  |       |     |
| M              | 11 | Juan Cuadrado    | 60'   | 64' |
| M              | 5  | Wílmar Barrios   |       |     |
| M              | 15 | Mateus Uribe     |       |     |
| A              | 10 | James Rodríguez  |       |     |
| A              | 9  | Radamel Falcao   | 19'   | 81' |
| A              | 19 | Luis Muriel      |       | 14' |
| Substituições: |    |                  |       |     |
| A              | 20 | Roger Martínez   |       | 14' |
| M              | 16 | Jefferson Lerma  | 90+4' | 64' |
| A              | 7  | Duván Zapata     | 87'   | 81' |
| Treinador:     |    |                  |       |     |
| Carlos Queiroz |    |                  |       |     |

| Homem do jogo: Roger Martínez Assistentes: CHI Christian Schiemann CHI Claudio Ríos Quarto árbitro: VEN Alexis Herrera Árbitro assistente de vídeo: CHI Julio Bascuñán Assistentes do árbitro assistente de vídeo: CHI Piero Maza URU Nicolás Tarán |

### Paraguai vs. Qatar
| 16 de junho | Paraguai                        | 2 – 2     | Catar                         | Estádio do Maracanã, Rio de Janeiro     |
| 16:00       | Cardozo 3' (pen) · González 55' | Relatório | Ali 67' · R. Rojas 76' (g.c.) | Público: 19 071 Árbitro: PER Diego Haro |

| Paraguai | Qatar |

| G               | 12 | Gatito Fernández    |     |     |
| LD              | 5  | Bruno Valdez        |     |     |
| Z               | 13 | Júnior Alonso       |     |     |
| Z               | 4  | Fabián Balbuena     | 79' |     |
| LE              | 18 | Santiago Arzamendia |     |     |
| M               | 17 | Hernán Pérez        | 39' | 46' |
| M               | 8  | Rodrigo Rojas       |     | 78' |
| M               | 16 | Celso Ortiz         |     |     |
| M               | 23 | Miguel Almirón      |     |     |
| A               | 7  | Óscar Cardozo       |     |     |
| A               | 19 | Cecilio Domínguez   |     | 82' |
| Substituições:  |    |                     |     |     |
| A               | 10 | Derlis González     |     | 46' |
| M               | 6  | Richard Sánchez     |     | 78' |
| A               | 11 | Juan Iturbe         |     | 82' |
| Treinador:      |    |                     |     |     |
| Eduardo Berizzo |    |                     |     |     |

| G              | 1  | Saad Al Sheeb     |     |     |
| LD             | 15 | Bassam Al-Rawi    |     |     |
| Z              | 2  | Ró-Ró             |     |     |
| Z              | 3  | Abdelkarim Hassan | 60' |     |
| LE             | 16 | Boualem Khoukhi   | 70' |     |
| M              | 5  | Tarek Salman      | 25' |     |
| M              | 6  | Abdulaziz Hatem   |     | 87' |
| M              | 10 | Hassan Al-Haydos  |     |     |
| M              | 23 | Assim Madibo      | 10' |     |
| A              | 19 | Almoez Ali        |     |     |
| A              | 11 | Akram Afif        |     |     |
| Substituições: |    |                   |     |     |
| M              | 12 | Karim Boudiaf     |     | 87' |
| Treinador:     |    |                   |     |     |
| Félix Sánchez  |    |                   |     |     |

| Homem do jogo: Gatito Fernández Assistentes: PER Jonny Bossio PER Víctor Ráez Quarto árbitro: URU Esteban Ostojich Árbitro assistente de vídeo: BRA Raphael Claus Assistentes do árbitro assistente de vídeo: PER Víctor Carrillo ECU Byron Romero |

### Colômbia vs. Qatar
| 19 de junho | Colômbia      | 1 – 0     | Catar | Estádio do Morumbi, São Paulo               |
| 18:30       | D. Zapata 85' | Relatório |       | Público: 24 762 Árbitro: VEN Alexis Herrera |

| Colômbia | Qatar |

| G              | 1  | David Ospina     |     |     |
| LD             | 3  | Stefan Medina    |     | 46' |
| Z              | 13 | Yerry Mina       |     |     |
| Z              | 23 | Davinson Sánchez |     |     |
| LE             | 6  | William Tesillo  |     |     |
| M              | 11 | Juan Cuadrado    |     | 64' |
| M              | 5  | Wílmar Barrios   |     |     |
| M              | 15 | Mateus Uribe     | 73' |     |
| A              | 10 | James Rodríguez  |     |     |
| A              | 7  | Duván Zapata     |     |     |
| A              | 20 | Roger Martínez   |     | 75' |
| Substituições: |    |                  |     |     |
| Z              | 4  | Santiago Arias   |     | 46' |
| A              | 9  | Radamel Falcao   |     | 64' |
| A              | 14 | Luis Díaz        |     | 75' |
| Treinador:     |    |                  |     |     |
| Carlos Queiroz |    |                  |     |     |

| G              | 1  | Saad Al Sheeb     |     |     |
| LD             | 2  | Ró-Ró             | 73' |     |
| Z              | 15 | Bassam Al-Rawi    |     |     |
| Z              | 5  | Tarek Salman      |     |     |
| LE             | 3  | Abdelkarim Hassan | 57' |     |
| M              | 10 | Hassan Al-Haydos  |     | 84' |
| M              | 23 | Assim Madibo      | 44' |     |
| M              | 16 | Boualem Khoukhi   |     |     |
| M              | 11 | Akram Afif        | 83' |     |
| A              | 6  | Abdulaziz Hatem   |     | 66' |
| A              | 19 | Almoez Ali        |     |     |
| Substituições: |    |                   |     |     |
| M              | 12 | Karim Boudiaf     |     | 66' |
| M              | 17 | Ahmed Moein       |     | 84' |
| Treinador:     |    |                   |     |     |
| Félix Sánchez  |    |                   |     |     |

| Homem do jogo: James Rodríguez Assistentes: VEN Luis Murillo URU Nicolás Tarán Quarto árbitro: PER Víctor Carrillo Árbitro assistente de vídeo: VEN Jesús Valenzuela Assistentes do árbitro assistente de vídeo: BRA Anderson Daronco URU Richard Trinidad |

### Argentina vs. Paraguai
| 19 de junho | Argentina       | 1 – 1     | Paraguai    | Estádio Mineirão, Belo Horizonte            |
| 21:30       | Messi 56' (pen) | Relatório | Sánchez 36' | Público: 38 018 Árbitro: BRA Wilton Sampaio |

| Argentina | Paraguai |

| G              | 1  | Franco Armani      | 45' |     |
| LD             | 14 | Milton Casco       |     |     |
| Z              | 6  | Germán Pezzella    |     |     |
| Z              | 17 | Nicolás Otamendi   | 83' |     |
| LE             | 3  | Nicolás Tagliafico | 80' |     |
| M              | 7  | Roberto Pereyra    |     | 46' |
| M              | 20 | Giovani Lo Celso   |     |     |
| M              | 5  | Leandro Paredes    |     |     |
| M              | 16 | Rodrigo De Paul    |     | 87' |
| A              | 10 | Lionel Messi       |     |     |
| A              | 22 | Lautaro Martínez   |     | 67' |
| Substituições: |    |                    |     |     |
| A              | 9  | Sergio Agüero      |     | 46' |
| M              | 11 | Ángel Di María     |     | 67' |
| A              | 19 | Matías Suárez      |     | 87' |
| Treinador:     |    |                    |     |     |
| Lionel Scaloni |    |                    |     |     |

| G               | 12 | Gatito Fernández    |     |     |
| LD              | 2  | Iván Piris          | 55' |     |
| Z               | 15 | Gustavo Gómez       | 32' |     |
| Z               | 13 | Júnior Alonso       |     |     |
| LE              | 18 | Santiago Arzamendia |     |     |
| M               | 10 | Derlis González     |     | 90' |
| M               | 6  | Richard Sánchez     |     |     |
| M               | 8  | Rodrigo Rojas       | 43' |     |
| M               | 20 | Matías Rojas        |     |     |
| A               | 23 | Miguel Almirón      |     | 87' |
| A               | 9  | Federico Santander  |     | 72' |
| Substituições:  |    |                     |     |     |
| A               | 21 | Óscar Romero        |     | 72' |
| M               | 16 | Celso Ortiz         |     | 87' |
| Z               | 3  | Juan Escobar        |     | 90' |
| Treinador:      |    |                     |     |     |
| Eduardo Berizzo |    |                     |     |     |

| Homem do jogo: Gatito Fernández Assistentes: BRA Marcelo Van Gasse BRA Rodrigo Corrêa Quarto árbitro: ECU Carlos Orbe Árbitro assistente de vídeo: URU Leodán González Assistentes do árbitro assistente de vídeo: BRA Raphael Claus BRA Kléber Lúcio Gil |

### Qatar vs. Argentina
| 23 de junho | Catar | 0 – 2     | Argentina                | Arena do Grêmio, Porto Alegre               |
| 16:00       |       | Relatório | Martínez 3' · Agüero 81' | Público: 41 378 Árbitro: CHI Julio Bascuñán |

| Qatar | Argentina |

| G              | 1  | Saad Al Sheeb     |     |     |
| Z              | 15 | Bassam Al-Rawi    |     |     |
| Z              | 16 | Boualem Khoukhi   |     |     |
| Z              | 5  | Tarek Salman      |     |     |
| M              | 2  | Ró-Ró             |     | 84' |
| M              | 10 | Hassan Al-Haydos  |     |     |
| M              | 14 | Salem Al-Hajri    |     | 76' |
| M              | 6  | Abdulaziz Hatem   |     |     |
| M              | 12 | Karim Boudiaf     | 74' |     |
| A              | 11 | Akram Afif        |     |     |
| A              | 19 | Almoez Ali        | 50' |     |
| Substituições: |    |                   |     |     |
| M              | 9  | Abdullah Al-Ahrak | 88' | 76' |
| Z              | 8  | Hamid Ismail      |     | 84' |
| Treinador:     |    |                   |     |     |
| Félix Sánchez  |    |                   |     |     |

| G              | 1  | Franco Armani      |     |     |
| LD             | 4  | Renzo Saravia      |     |     |
| Z              | 2  | Juan Foyth         | 44' | 84' |
| Z              | 17 | Nicolás Otamendi   |     |     |
| LE             | 3  | Nicolás Tagliafico |     |     |
| M              | 16 | Rodrigo De Paul    |     |     |
| M              | 5  | Leandro Paredes    |     |     |
| M              | 20 | Giovani Lo Celso   | 41' | 54' |
| A              | 10 | Lionel Messi       |     |     |
| A              | 22 | Lautaro Martínez   |     | 75' |
| A              | 9  | Sergio Agüero      |     |     |
| Substituições: |    |                    |     |     |
| M              | 8  | Marcos Acuña       |     | 54' |
| A              | 21 | Paulo Dybala       |     | 75' |
| Z              | 6  | Germán Pezzella    |     | 84' |
| Treinador:     |    |                    |     |     |
| Lionel Scaloni |    |                    |     |     |

| Homem do jogo: Lionel Messi Assistentes: CHI Christian Schiemann CHI Claudio Ríos Quarto árbitro: ECU Roddy Zambrano Árbitro assistente de vídeo: CHI Roberto Tobar Assistentes do árbitro assistente de vídeo: BOL Gery Vargas ECU Christian Lescano |

### Colômbia vs. Paraguai
| 23 de junho | Colômbia    | 1 – 0     | Paraguai | Arena Fonte Nova, Salvador                   |
| 16:00       | Cuéllar 31' | Relatório |          | Público: 13 903 Árbitro: PER Víctor Carrillo |

| Colômbia | Paraguai |

| G              | 22 | Álvaro Montero  |     |     |
| LD             | 4  | Santiago Arias  |     |     |
| Z              | 2  | Cristián Zapata |     |     |
| Z              | 21 | Jhon Lucumí     | 41' |     |
| LE             | 17 | Cristan Borja   | 29' |     |
| V              | 18 | Gustavo Cuéllar |     |     |
| V              | 16 | Jefferson Lerma |     |     |
| M              | 11 | Juan Cuadrado   |     | 57' |
| M              | 8  | Edwin Cardona   |     | 84' |
| A              | 14 | Luis Díaz       |     |     |
| A              | 9  | Radamel Falcao  |     | 65' |
| Substituições: |    |                 |     |     |
| M              | 10 | James Rodríguez |     | 57' |
| A              | 7  | Duván Zapata    |     | 65' |
| M              | 5  | Wílmar Barrios  |     | 84' |
| Treinador:     |    |                 |     |     |
| Carlos Queiroz |    |                 |     |     |

| G               | 12 | Gatito Fernández    |     |     |
| LD              | 2  | Iván Piris          |     |     |
| Z               | 15 | Gustavo Gómez       |     |     |
| Z               | 13 | Júnior Alonso       |     |     |
| LE              | 18 | Santiago Arzamendia | 48' |     |
| V               | 8  | Rodrigo Rojas       |     | 62' |
| V               | 6  | Richard Sánchez     |     |     |
| M               | 10 | Derlis González     |     | 81' |
| M               | 23 | Miguel Almirón      |     |     |
| A               | 20 | Matías Rojas        |     | 46' |
| A               | 7  | Óscar Cardozo       |     |     |
| Substituições:  |    |                     |     |     |
| A               | 19 | Cecilio Domínguez   |     | 46' |
| A               | 11 | Juan Iturbe         |     | 62' |
| A               | 21 | Óscar Romero        |     | 81' |
| Treinador:      |    |                     |     |     |
| Eduardo Berizzo |    |                     |     |     |

| Homem do jogo: Gatito Fernández Assistentes: PER Jonny Bossio PER Víctor Ráez Quarto árbitro: VEN Alexis Herrera Árbitro assistente de vídeo: BRA Anderson Daronco Assistentes do árbitro assistente de vídeo: PER Diego Haro ECU Byron Romero |